# Золотоплечий плоскохвостый попугай
Золотоплечий плоскохвостый попугай, или золотоплечий райский попугай (лат. Psephotellus chrysopterygius), — вид птиц из семейства Psittaculidae.
Ранее в качестве подвида P. ch. dissimilis в него включали ныне самостоятельный вид Psephotellus dissimilis.

## Внешний вид
Длина тела 24—26 см, хвоста 12 см; масса 55 г. Основная окраска оперения зелёная с синеватым оттенком. Задняя часть шеи, темя и передняя часть головы чёрные. Грудь, передняя сторона шеи и часть живота синие. Спина коричневая с серым оттенком. Крылья в передней части и лопатка жёлтые. Окраска хвоста тёмно-коричневая, со светло-красным подхвостьем. Ноги розово-серые. Самки имеют менее интенсивную окраску, у них преобладают коричнево-зелёные тона.

## Распространение
Обитает в южной части полуострова Кейп-Йорк (Квинсленд, Австралия).

## Образ жизни
Населяют полуаридные саванны, кромки леса вдоль рек. Питаются семенами растений.

## Размножение
Гнездовой период приходится на май — июль. Гнёзда строят в термитниках, выкапывая норы глубиной до метра. Самка откладывает от 2 до 6 яиц. Примерно через 20 дней появляются птенцы, вылетают они из гнезда через месяц.

## Угрозы и охрана
Численность довольно низка и продолжает сокращаться в результате освоения их мест обитания под животноводства, увеличивающую площадь лугов и препятствующей образованию новых термитников. В настоящее время общая численность популяции исчисляется всего 2500 взрослыми особями.